# Penny Press
La penny press désigne les journaux britanniques et américains du XIXe siècle qui ont réussi à drainer une audience plus importante en abaissant fortement leur prix de vente, jusqu'à un cent ou un penny par numéro, et en adaptant leur contenu à un public urbain et populaire.

## Histoire

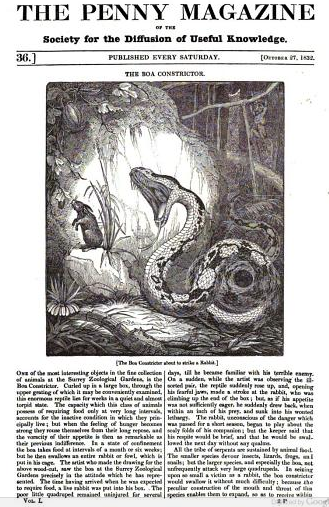
Une du Penny Magazine, Londres, octobre 1832.

La Penny Press américaine, composée de quotidiens, s'inspire à ses débuts d'hebdomadaires britannique, comme le Penny Magazine, fondé en mars 1832 par la Société pour le savoir utile (Society for the Diffusion of Useful (en)) de Charles Knight, proche du Parti Whig. Ce magazine tire déjà à 20 000 exemplaires en 1833 et trouve des lecteurs jusqu'en Amérique du Nord. Il a lui-même suivi l'exemple du Chambers's Edinburgh Journal de 16 pages, magazine lancé par William Chambers le 4 février 1832 dans la capitale écossaise. Les sujets abordés par le Chambers's Edinburgh Journal comprenaient l'histoire, la religion, la langue et la science. La revue avait un tirage de 84 000 exemplaires. De 1847 à 1849 il sera édité par William Henry Wills.

### Développement aux États-Unis
En 1830, le Boston Evening Bulletin, cesse sa publication et Lynde Walter décide de lancer un journal capable de le remplacer. Il fait équipe avec James Wentworth, de la société Dutton and Wentworth, qui est l'imprimeur officiel de l'État du Massachusetts. Ils lancent le 28 juillet le premier numéro du Boston Evening Transcript, vendu un cent. Mais c'est à New York, que la "Penny Press" devient un mouvement de fond, et un positionnement commercial nouveau pour une partie de la presse. À l'époque, la presse américaine était dominée par les partis et se vendait plutôt par abonnement, au prix de six cents en moyenne le numéro. Dans les petites villes, les maîtres de poste, souvent journalistes et imprimeurs à la fois,  étaient aussi souvent affiliés à un parti politique. Les tirages des quotidiens étaient faibles et leurs lecteurs surtout des hommes d'affaires. Les nouveaux venus veulent toucher tous les publics et surtout un public plus large.
Horatio Davis Sheppard (1809-1879) créé le New York Morning Post, premier quotidien à un cent de la ville, où ils vont se multiplier. Son premier numéro, daté du 1er janvier 1833, voit son prix fixé à deux cents, mais il passe rapidement à un cent quand le rejoint un associé Horace Greeley, futur fondateur du New York Tribune.  
En septembre 1833, Benjamin Day (journaliste) lance le New York Sun avec pour devise « il brille pour tout le monde ». Willoughby Lynde et William J. Stanley lancent ensuite The New York Transcript tandis que George H. Evans rachète le New York Daily Sentinel pour le porter à un cent. Le 6 mai 1835, c'est le New York Herald de James Gordon Bennett, Sr, qui déclare que la fonction d’un journal « n’est pas d’instruire, mais de surprendre ». 
En février 1837, c'est le New Orleans Daily Picayune, qui organise des Pony Express pour les nouvelles du nord.

### Développement en France
Émile de Girardin est le fondateur en 1836 de La Presse, quotidien parisien dont il réduisit de moitié le prix de l'abonnement pour multiplier les souscripteurs et, par voie de conséquence, augmenter le nombre d'insertions publicitaires. Il lance aussi la parution dans La Presse des premiers romans-feuilletons, dont il partage l'invention avec Armand Dutacq, directeur du Siècle, fondé la même année. Ce dernier accroît rapidement son audience jusqu'à dépasser La Presse. Le journal exerce un fort attrait sur les classes moyennes instruites, ce qui lui permet d'obtenir une large diffusion dans le pays, essentiellement par abonnement (en 1846, le nombre de ses abonnés hors Paris s'élève à 21 500 sur un total de 32 800). Sur les années 1840, son tirage moyen est de 35 000 exemplaires par jour contre 20 000 pour La Presse.

### Développement en Angleterre
Au Royaume-uni, la penny press est d'abord hebdomadaire au début des années 1830, mais il s'agit de titres isolés car la lourde fiscalité sur les journaux, qui prend la forme d'un droit de timbre, rend l'exercice difficile pour des quotidiens. La situation change avec l'abolition de la taxe sur les journaux, dans les années 1850, réclamée de longue date par la société civile et la presse. Elle entraine la croissance explosive de la presse régionale anglaise. 
Le tirage du Times de Londres est dépassé par celui du Guardian de Manchester, ou du The Scotsman d'Édimbourg. Basés tous deux dans des régions textiles, ils sont devenus quotidiens en 1855, l'année de l'abolition de la taxe sur les journaux et de la création du Daily Telegraph, premier quotidien à un penny, et premier du pays par le tirage.

### Développement au Canada
Au Canada français, les journaux sont longtemps demeurés les organes de partis politiques. La formule de la penny press a donné lieu aux premiers véritables journaux indépendants comme L'Avenir de Montréal,  fondé en 1847.